# Mi sangre
Mi sangre е третият студиен албум на певеца от Колумбия Хуанес, в който той се изявява самостоятелно. Продуциран е от Густаво Сантаолая, Давид Еуер, Анибал Керпел и самия Хуанес. Записан е от октомври 2003 до юли 2004 година в град Меделин, Колумбия.
От Mi sangre са реализирани 4 милиона продадени бройки из цял свят, които са пуснати за разпродажба от компанията Юнивърсъл Мюзик Латино на 28 септември 2004 година, и оттогава има седем сингъла: Nada valgo sin tu amor, Volverte a ver, La camisa negra, Dámelo, Para tu amor, Rosario Tijeras y Lo que me gusta a mí. От споменатите най-касов се оказва La camisa negra. Други важни песни от Хуанес са: Dámelo, темата от кампания на Пепси Se habla en Español, в която певецът е протагонист; Rosario Tijeras, композирана от Хуанес за колумбийско-мексикански филм записан в Меделин. Para tu amor е композирана също от Хуанес за неговата съпруга, а музикалният клип е записан в Меделин пред 100 000 души, посетили концерта напълно безплатно, на една от главните улици в града – улица 44, още известна като Сан Хуан.
|  | Тази страница частично или изцяло представлява превод на страницата Mi sangre в Уикипедия на испански. Оригиналният текст, както и този превод, са защитени от Лиценза „Криейтив Комънс – Признание – Споделяне на споделеното“, а за съдържание, създадено преди юни 2009 година – от Лиценза за свободна документация на ГНУ. Прегледайте историята на редакциите на оригиналната страница, както и на преводната страница, за да видите списъка на съавторите. ВАЖНО: Този шаблон се отнася единствено до авторските права върху съдържанието на статията. Добавянето му не отменя изискването да се посочват конкретни източници на твърденията, които да бъдат благонадеждни. |